# Ptiloscola
Ptiloscola is een geslacht van vlinders van de familie nachtpauwogen (Saturniidae), uit de onderfamilie Ceratocampinae.

## Soorten
- P. affinis Rothschild, 1907
- P. amena Travassos, 1940
- P. bipunctata Lemaire, 1972
- P. burmeisteri Meister & Brechlin, 2008
- P. cinerea (Schaus, 1900)
- P. dargei Lemaire, 1971
- P. descimoni Lemaire, 1971
- P. lilacina (Schaus, 1900)
- P. paraguayensis Brechlin, Meister & Drechsel, 2008
- P. photophila (Rothschild, 1907)
- P. picklei Schaus, 1933
- P. rorerae (Schaus, 1928)
- P. surrotunda (Dyar, 1925)
- P. wellingi Lemaire, 1971
- P. wolfei Brechlin & Meister, 2008